# فرودگاه شهری فیرهیون
فرودگاه شهری فیرهیون (به انگلیسی: Fair Haven Municipal Airport) یک فرودگاه همگانی بهره‌برداری هوایی است که یک باند فرود شن و خاک دارد و طول باند آن ۶۱۰ متر است. این فرودگاه در کشور ایالات متحده آمریکا قرار دارد و در ارتفاع ۱۱۳ متری از سطح دریا واقع شده است.